# دیوان انشاء
دیوان انشاء جز مهم‌ترین دیوان‌ها بود. وظیفهٔ آن نوشتن فرمان‌های حکومتی، نامه‌های رسمی و مکاتبات اداری بود که از سمت امیر به حکومت‌های محلی نوشته می‌شد و این دیوان ثبت آنها را به عهده داشت. به این خاطر آن را دیوان اسرا و صاحب منصب آن را کاتب السر می‌نامیدند. دبیران این دیوان باید به جز اصلاحات خاص خود، اصلاحات دیوان‌های دیگر را نیز بشناسند. در دیوان انشا نامه‌ها با تمام جزئیات نسخه برداری و نگهداری می‌شد.